# Rue Cacault
Pour les articles homonymes, voir Cacault.
La rue Cacault est une voie nantaise.

## Situation et accès
Située dans le quartier centre-ville de Nantes, cette rue piétonne relie la rue de Feltre à la rue des Deux-Ponts et à la rue de la Boucherie.

## Origine du nom
L'artère garde le souvenir de François Cacault, diplomate et collectionneur d'œuvres d'art qui est à l'origine de la création du musée des beaux-arts de Nantes.

## Historique
En 1823, l'architecte Mathurin Crucy bâtit une « halle aux Toiles » sur le côté ouest de la rue.
En 1810, Jean-Baptiste Bertrand-Geslin, alors maire de Nantes, achète, au nom de la ville, la collection de tableaux et de sculptures que Pierre Cacault a reçue de son frère François, mort cinq plus tôt. En 1830, cette collection est exposée dans une partie de la Halles aux Toiles. L'artère prend son nom actuel en 1837. Cet espace se révèle rapidement trop exigu, et en 1891, la municipalité décide de construire l'actuel édifice de la rue Georges-Clemenceau. Le bâtiment de Crucy est alors détruit, et un nouvel édifice, le marché de Feltre, conçu par l'architecte Alfred Marchand en 1902, reprend la fonction de marché couvert.
En 1899, la « petite rue Basse » qui conduit à la rue de l'Arche-Sèche est remplacée par un escalier.
Lors de la Seconde Guerre mondiale, la rue est touchée par les bombardements des 16 et 23 septembre 1943. Intact, le marché de Feltre sert à accueillir les commerçants dont la boutique a été détruite. Par la suite, le bâtiment abrite une fabrique de glace, puis est utilisé comme patinoire municipale dès 1967. Il fait enfin l'objet de travaux d'extension dans les années 1980, afin d'y accueillir deux magasins : l'un au rez-de-chaussée à l'enseigne C&A et l'autre à l'étage occupé par le Forum du Livre. L'étage est quelques années plus tard également occupé par C&A.